# .yu
Pour les articles homonymes, voir Yu.
.yu est le domaine de premier niveau national attribué à la Yougoslavie puis à l'État de Serbie-et-Monténégro. Il restait largement utilisé en Serbie et au Monténégro, devenus indépendants, avant sa suppression en 2010.
Il avait été prévu d'attribuer le code .cs (auparavant réservé à la Tchécoslovaquie) à l'État de Serbie-et-Monténégro, mais celui-ci a continué jusqu'à sa disparition à utiliser .yu.
Le 19 septembre 2007, l'ICANN a annoncé le retrait de cette extension de domaine au plus tard en 2009. Les domaines « .yu » ne devaient plus être accessibles à partir du 30 septembre 2009.
C'est finalement le 30 mars 2010 que le domaine « .yu » a cessé de fonctionner après 21 ans d'existence. Environ 4 000 sites étaient encore en ligne à ce moment, mais la majorité avait déjà un nouveau nom de domaine, majoritairement un « .rs ».
Le nom de domaine attribué à la Serbie est « .rs », celui du Monténégro est « .me ». Le Kosovo ne dispose pas de nom de domaine, mais « .ks » et « .ko » sont revendiqués par certains à cet effet.